# Yang Wenqin
Yang Wenqin, född 30 april 1960, är en friidrottare från Kina. Hon deltog vid olympiska sommarspelen 1984.